# Теребовлянський повіт (Австро-Угорщина)
Теребовлянський повіт — адміністративна одиниця коронного краю Королівство Галичини та Володимирії у складі Австро-Угорщини (до 1867 року назва держави — Австрійська імперія). Повіт існував у період з 1854 до 1918 року.

## 1854–1867
1854 року була проведена адміністративна реформа, згідно з якою у складі Королівства Галичини та Володимирії були утворені повіти.
Статистика:
Площа — 6,61 географічних миль² (~364 км²)
Населення — 27993 (1866)
Кількість будинків — 3908 (1866)
Староста (Bezirk Vorsteher): доктор права Ізидор Павлавський (1866)
Громади (гміни): Бернадівка, Боричівка, Деренівка, Довге, Глещава, Гумниська, Янів, Кобиловолоки, Кровинка, Малів, Млиниська, Налужжя, Острівчик, Підгайчики, Підгоряни, Плебанівка, Різдвяни, Семенів, Слобідка і Олендри, Слобідка і Знесіння, Струсів, Теребовля (місто), Варваринці, Волиця, Вибранівка, Залав'я, Застіноче, Заздрість, Зубів.

## 1867–1918
1867 року були скасовані округи, а повіти реорганізовані: частина розформована, а частина збільшилася за рахунок інших. Теребовлянський повіт залишився і після реформи.
До його складу увійшла територія Теребовлянського повіту разом з більшою частиною Золотниківського повіту (гміни Нова Брикуля, Стара Брикуля, Хмелівка, Дарахів, Могильниця, Панталиха, Романівка, Соколів, Хатки, Сокільники, Вишнівчик, Золотники, Бурканів, Тютків, Зарваниця) та двома гмінами Микулинецького повіту (Ілавче з Йозефівкою, Лошнів).
Староста: Йоханн Потоцький (1867) 